# Panisopelma quadrigibbiceps
Panisopelma quadrigibbiceps är en insektsart som beskrevs av Günther Enderlein 1910. Panisopelma quadrigibbiceps ingår i släktet Panisopelma och familjen rundbladloppor. Inga underarter finns listade i Catalogue of Life.